# Azerbajdzjans ambassad i Stockholm
Azerbajdzjans ambassad i Stockholm är Republiken Azerbajdzjans diplomatiska representation i Sverige. Ambassadör är sedan den 1 juli 2021 Zaur Ahmadov. Ambassaden är belägen på Barnhusgatan 3.
.

## Beskickningschefer
| Namn             | Period    | Funktion   |
| ---------------- | --------- | ---------- |
| Rafael Ibrahimov | 2007–2013 | Ambassadör |
| Adış Məmmədov    | 2013–???? | Ambassadör |
| Zaur Ahmadov     | 2021-     | Ambassadör |